# Ellington at Newport
Albums de Duke Ellington
Duke Ellington Presents…
(1956) Duke Ellington and the Buck Clayton All-Stars at Newport, Vol. 2
(1958)
Ellington at Newport est un album live du pianiste, compositeur et leader de big band américain Duke Ellington édité en 1956 par Columbia Records. Cet album a permis à Duke Ellington de relancer sa carrière.
L'album est notamment célèbre pour les 27 chorus de Paul Gonsalves sur Diminuendo in Blue and Crescendo in Blue, qui ont failli provoquer une émeute (« riot »).
Cet album est cité dans l'ouvrage Les 1001 albums qu'il faut avoir écoutés dans sa vie.
En 2004, il reçoit le Grammy Hall of Fame Award. En 2022, il est inscrit au registre national des enregistrements (National Recording Registry) de la bibliothèque du Congrès à Washington pour son importance culturelle.

## Historique
En 1956, la carrière de Duke Ellington était en perte de vitesse, car dépassé par la nouvelle génération (Miles Davis, Dave Brubeck, Chet Baker, Gerry Mulligan...) ainsi que par l'arrivée du rock 'n' roll. Le Newport Jazz Festival est l'occasion inattendue pour Ellington de faire son come-back.
Ellington était irrité de devoir jouer le dernier set à minuit, le mauvais temps ayant retardé le festival. Il craignait que le public ne soit parti. Et effectivement, l'accueil réservé au début du concert est plutôt calme.
Mais quand Ellington appelle Paul Gonsalves en tant que soliste pour jouer un « vieux » morceau de 1937, Diminuendo in Blue and Crescendo in Blue, l'ambiance change radicalement. Gonsalves, qui n'avait pas joué ce morceau depuis un moment, enchaine 27 grilles de solo teintées de « rhythm and blues lascif et de gospel », sous les cris et encouragements des autres membres du groupe. Le producteur du disque George Avakian dira qu'« au milieu du solo de Paul, [le public] était devenu un seul et unique énorme être vivant. ». La foule grimpe sur les chaises, danse, hurle. Le set d'Ellington recueille une des plus grosses ovations du festival.
Le 9 juillet 1956, le groupe va en studio pour rejouer le programme, à la demande d'Ellington lui-même, la version enregistrée étant un peu négligée, et le long solo de Paul Gonsalves ayant été enregistré dans le mauvais micro. C'est la version studio de la Newport Suite (sur laquelle ont été ajoutés des applaudissements, introductions et cris de la foule) que l'on entend sur le vinyle original.
Par la suite, une autre bande de meilleure qualité est retrouvée. C'est un mélange des deux bandes live qu'on retrouve sur la version CD.
Ce disque est le plus gros succès de Duke Ellington. Peu de temps après, Ellington fait la couverture de Time (août 1956).

## Liste des pistes

### Vinyle original
Face A
| No | Titre                                     | Musique                        | Durée |
| -- | ----------------------------------------- | ------------------------------ | ----- |
| 1. | Newport Suite Part I - Festival Junction  | Duke Ellington/Billy Strayhorn | 10:08 |
| 2. | Newport Suite Part II - Blues to Be There | Duke Ellington/Billy Strayhorn | 8:04  |
| 3. | Newport Suite Part III - Newport Up       | Duke Ellington/Billy Strayhorn | 5:33  |

Face B
| No | Titre                            | Musique                      | Durée |
| -- | -------------------------------- | ---------------------------- | ----- |
| 1. | Jeep's Blues                     | Duke Ellington/Johnny Hodges | 5:12  |
| 2. | Diminuendo and Crescendo in Blue | Duke Ellington               | 14:56 |

### Version CD
La version CD de 1999 présente l'intégralité du concert, sous le titre Ellington at Newport (Complete).
CD1
| No  | Titre                                                               | Musique                                | Durée |
| --- | ------------------------------------------------------------------- | -------------------------------------- | ----- |
| 1.  | The Star-Spangled Banner                                            | John Stafford Smith, Francis Scott Key | 1:10  |
| 2.  | Introduction by Father Norman O'Connor/Introduction by Duke         |                                        | 3:36  |
| 3.  | Black and Tan Fantasy                                               | Duke Ellington/Bubber Miley            | 6:21  |
| 4.  | Introduction by Duke                                                |                                        | 0:26  |
| 5.  | Tea for Two                                                         | Irving Caesar/Vincent Youmans          | 3:34  |
| 6.  | Duke & Band Leave Stage/Father Norman O'Connor Talks About Festival |                                        | 2:30  |
| 7.  | Take the "A" Train                                                  | Billy Strayhorn                        | 4:27  |
| 8.  | Announcement by Duke/Introduction by Duke                           |                                        | 0:41  |
| 9.  | Newport Suite Part I - Festival Junction                            | Duke Ellington/Billy Strayhorn         | 8:10  |
| 10. | Announcement by Duke/Introduction by Duke                           |                                        | 0:30  |
| 11. | Newport Suite Part II - Blues to Be There                           | Duke Ellington/Billy Strayhorn         | 7:09  |
| 12. | Announcement by Duke/Introduction by Duke                           |                                        | 0:19  |
| 13. | Newport Suite Part III - Newport Up                                 | Duke Ellington/Billy Strayhorn         | 5:33  |
| 14. | Announcement by Duke/Introduction by Duke                           |                                        | 0:25  |
| 15. | Sophisticated Lady                                                  | Duke Ellington                         | 3:52  |
| 16. | Announcement by Duke                                                |                                        | 0:17  |
| 17. | Day In, Day Out                                                     | Rube Bloom/Johnny Mercer               | 3:50  |
| 18. | Introduction by Duke/Paul Gonsalves Interlude                       |                                        | 0:23  |
| 19. | Diminuendo In Blue and Crescendo In Blue                            | Duke Ellington                         | 14:20 |
| 20. | Announcements, Pandemonium                                          |                                        | 0:44  |
| 21. | Pause Track                                                         |                                        | 0:06  |

CD2
| No  | Titre                                                       | Musique                                   | Durée |
| --- | ----------------------------------------------------------- | ----------------------------------------- | ----- |
| 1.  | Introduction by Duke                                        |                                           | 0:18  |
| 2.  | I Got It Bad (and That Ain't Good)                          | Duke Ellington/Paul Francis Webster       | 3:38  |
| 3.  | Jeep's Blues                                                | Duke Ellington/Johnny Hodges              | 4:36  |
| 4.  | Duke Calms Crowd/Introduction by Duke                       |                                           | 0:42  |
| 5.  | Tulip or Turnip                                             | Duke Ellington/Don George                 | 2:49  |
| 6.  | Riot Prevention                                             |                                           | 1:08  |
| 7.  | Skin Deep                                                   | Louie Bellson                             | 9:13  |
| 8.  | Mood Indigo                                                 | Barney Bigard/Duke Ellington/Irving Mills | 1:30  |
| 9.  | Tuning Up/Studio Concert Begins                             |                                           | 1:15  |
| 10. | Introduction by Father Norman O'Connor/Introduction by Duke |                                           | 1:02  |
| 11. | Part I - Festival Junction                                  | Duke Ellington/Billy Strayhorn            | 8:46  |
| 12. | Announcement by Duke/Introduction by Duke                   |                                           | 0:32  |
| 13. | Part II - Blues To Be There                                 | Duke Ellington/Billy Strayhorn            | 7:48  |
| 14. | Announcement by Duke/Introduction by Duke                   |                                           | 0:16  |
| 15. | Part III - Newport Up                                       | Duke Ellington/Billy Strayhorn            | 5:20  |
| 16. | Announcement by Duke/Introduction by Duke                   |                                           | 0:41  |
| 17. | I Got It Bad (And That Ain't Good)                          | Duke Ellington/Paul Francis Webster       | 3:47  |
| 18. | Jeep's Blues                                                | Duke Ellington/Johnny Hodges              | 4:31  |
| 19. | Pause Track                                                 |                                           | 0:06  |

Les pistes 9 à 19 du second CD ont été enregistrées en studio.

## Musiciens
- John Willie Cook, William Cat Anderson, Ray Nance, Clark Terry : trompette
- Johnny Hodges, Russell Procope : saxophone alto
- Paul Gonsalves : saxophone ténor
- Harry Carney : saxophone baryton
- Jimmy Hamilton : clarinette
- Quentin Jackson, John Sanders, Britt Woodman : trombone
- Duke Ellington : piano
- Jimmy Grissom : chant
- James Woode : contrebasse
- Sam Woodyard : batterie